# Limnius letourneuxi
Limnius letourneuxi is een keversoort uit de familie beekkevers (Elmidae). De wetenschappelijke naam van de soort werd in 1894 gepubliceerd door Maurice Pic.